# 矮琼棕
矮琼棕（学名：Chuniophoenix nana）为棕榈科琼棕属下的一个种。

## 扩展阅读
- 維基物種上的相關：矮琼棕